# Canteca de Macao
Canteca de Macao est un groupe espagnol de flamenco, reggae et ska, originaire de Madrid, formé en 2003 et séparé en 2017. 

## Histoire
Canteca de Macao est formé en 2003 d'une conjonction de coïncidences à Madrid. Après les premiers petits concerts et l'enregistrement de leur première démo (plus de 500 000 téléchargements), les membres de Canteca de Macao commencent à prendre le projet au sérieux. Plusieurs labels commencent à s'intéresser au groupe et, sans album sur le marché, qui se fait remarquer dans des festivals tels que Viña Rock en Espagne, et Rumbo a Caracas, au Venezuela. Les Canteca de Macao signent un contrat avec Warner pour l'enregistrement de leur deuxième album Camino de la vida entera (2007) et la licence de leur premier album auto-produit Cachai? (2005). Au cours de cette période, le groupe donne au moins une centaine de concerts dans toute la péninsule et sur diverses scènes internationales au Mexique, en Argentine, en Jordanie, en France, en Belgique, aux Pays-Bas, au Danemark, au Maroc, à New York, au Costa Rica et à Chicago.
En 2007, le groupe est nommé pour deux Music Awards : le premier single de Camino de la vida entera, Bellas, est nommé dans la catégorie de la meilleure révélation, et une nomination dans la catégorie du meilleur nouveau groupe. Trois ans plus tard, en 2010, le deuxième single du même album, Contigo, est choisi comme l'une des chansons de la bande originale du film Habitación en Roma, de Julio Medem. En 2009, sous le même label, arrive Agua pa'la tierra, un album musicalement mature qui comprendra plusieurs changements d'importance pour le groupe. Sans aller plus loin, Danilo, flûtiste chilien, décide de retourner au Chili. Un soir, ils rencontrent Enriquito, un trompettiste polyvalent spécialisé dans le flamenco-jazz, et décident de changer de son en l'invitant à rejoindre le groupe. Cette rencontre et quelques autres changements donnent le coup d'envoi d'une nouvelle étape pour Canteca de Macao.
En 2011, le groupe doit faire face à l'enregistrement de son quatrième album et décide d'agir en accord avec sa situation et d'opérer un changement supplémentaire : il quitte Warner et s'expose au soutien de ses fans par le biais d'une méthode naissante en Espagne, le financement participatif. Après 40 jours d'efforts et de couverture médiatique, Canteca de Macao parvient à atteindre son objectif quelques jours avant la date limite fixée. Ils enregistrent et sortent l'album Nunca es tarde. En 2012, ils tournent sur les scènes du monde entier, notamment en Belgique, aux Pays-Bas, à New York, au Texas et à Chicago. En 2013, pour célébrer son dixième anniversaire, Canteca de Macao sort un clip le 15 de chaque mois, reprenant les plus grands succès de sa carrière et incluant quelques nouvelles chansons. Le projet et la tournée qui l'accompagne sont regroupés sous le nom de #UNADECADA, qui culminera à la fin de l'année 2013 avec un spectacle en direct et un documentaire qui reviendra sur l'ensemble du processus. 2014 est une année où la tournée continue de montrer au public une compilation de chansons de leurs différents albums, #UNADECADA, un album qui comprend des collaborations et des reprises de chansons.
2015 est l'année où, tout en produisant le sixième album Lugares comunes, le groupe continue à donner des concerts. En juillet, ils sortent le vidéoclip de leur premier single Acuérdate. En 2017, après plus d'une décennie de carrière, Canteca décide de faire ses adieux à la scène avec une tournée des principales villes d'Espagne, et leurs chanteurs respectifs entameront des carrières solo à partir de ce moment.

## Discographie

### Albums studio
- 2005 : Cachai (CD) (réédité en 2008 par Warner Music Spain)
- 2007 : Camino de la vida entera (2CD) (Warner Music Spain)
- 2009 : Agua pa'la tierra (CD) (Warner Music Spain)
- 2012 : Nunca es tarde (CD) (Kasba Music)
- 2014 : Una década (CD + DVD)
- 2015 : Lugares comunes (CD)

### Autres
- 2004 : Maqueta